# 小豆島町立小豆島中学校
小豆島町立小豆島中学校（しょうどしまちょうりつしょうどしまちゅうがっこう）は、香川県小豆郡小豆島町にある町立中学校である。通称は「島中」（しまちゅう）

## 概要
小豆島町唯一の中学校である。

## 沿革

### 経緯
2009年（平成21年）の小豆島町立学校等施設適正配置基本方針を受け、小豆島町立池田中学校と小豆島町立内海中学校とが統合し、小豆島町立小豆島中学校が開校した。

### 年表
- 2014年4月 - 小豆島町立小豆島中学校として開校する。

## 教育目標
「生きる力」を身に着け、ふるさと小豆島を愛し、夢の実現に向かって努力する生徒の育成

## 学校行事
| - 4月 始業式・入学式 - 5月 - 6月 | - 7月 終業式 - 8月 夏休み - 9月 始業式 | - 10月 - 11月 - 12月 終業式 | - 1月 始業式 - 2月 - 3月 卒業式・終業式 |

## 通学区域
- 小豆島町全域[2]

## 進学前小学校
- 小豆島町立池田小学校
- 小豆島町立星城小学校
- 小豆島町立安田小学校
- 小豆島町立苗羽小学校

## 校区内の主な施設
- 小豆島オリーブ公園
- 醤の郷（ひしおのさと）
- 二十四の瞳映画村

## 交通
- 小豆島オリーブバス福田港線（南廻り)または坂手東線「小豆島中学校前」あるいは「小豆島町役場前」から徒歩3分

## 校歌・校章
校歌の歌詞と校章は公募から選ばれた。校歌は、平尾昌晃により作曲された。

## 事故・訴訟
2011年6月、当時2年生の男子生徒が体育の授業中、プールに飛び込んだ際にプール底に頭部を強打し頚椎を骨折、以降両手足が麻痺する後遺症を負う。
- 2014年6月、元生徒の男性とその両親が町の安全管理に問題があったとして1億3000万円の損害賠償請求を求め高松地方裁判所に提訴。
- 2017年12月5日、町は1億9500万円で和解する方針を進める[4]。

## 通学区域が隣接している学校
- 土庄町立土庄中学校